# Francisco Villa, Tulcingo
Francisco Villa är en ort i Mexiko.   Den ligger i kommunen Tulcingo och delstaten Puebla, i den sydöstra delen av landet, 180 km sydost om huvudstaden Mexico City. Francisco Villa ligger 1 089 meter över havet och antalet invånare är 109.
Terrängen runt Francisco Villa är kuperad. Runt Francisco Villa är det glesbefolkat, med 17 invånare per kvadratkilometer. Närmaste större samhälle är Tulcingo de Valle, 15,0 km nordväst om Francisco Villa. I omgivningarna runt Francisco Villa växer huvudsakligen savannskog.